# Tuulos

Wappen von Tuulos

Tuulos [ˈtuːlɔs] (schwed. Tulois) ist eine ehemalige Gemeinde in der südfinnischen Region Kanta-Häme. Zum Jahresbeginn 2009 wurde sie zusammen mit den Gemeinden Hauho, Kalvola, Lammi und Renko in die Stadt Hämeenlinna eingemeindet.
Tuulos liegt 27 km nordöstlich des Stadtzentrums von Hämeenlinna. Außer dem gleichnamigen Gemeindezentrum gehörten zur Gemeinde Tuulos die Dörfer Juttila, Lakkola, Pohjoinen, Sairiala, Sydänmaa, Syrjäntaka, Teuro und Toivaala. Die Gemeinde hatte eine Fläche von 171,30 km² (davon 13,44 km² Binnengewässer). Die Einwohnerzahl betrug zuletzt 1.634.

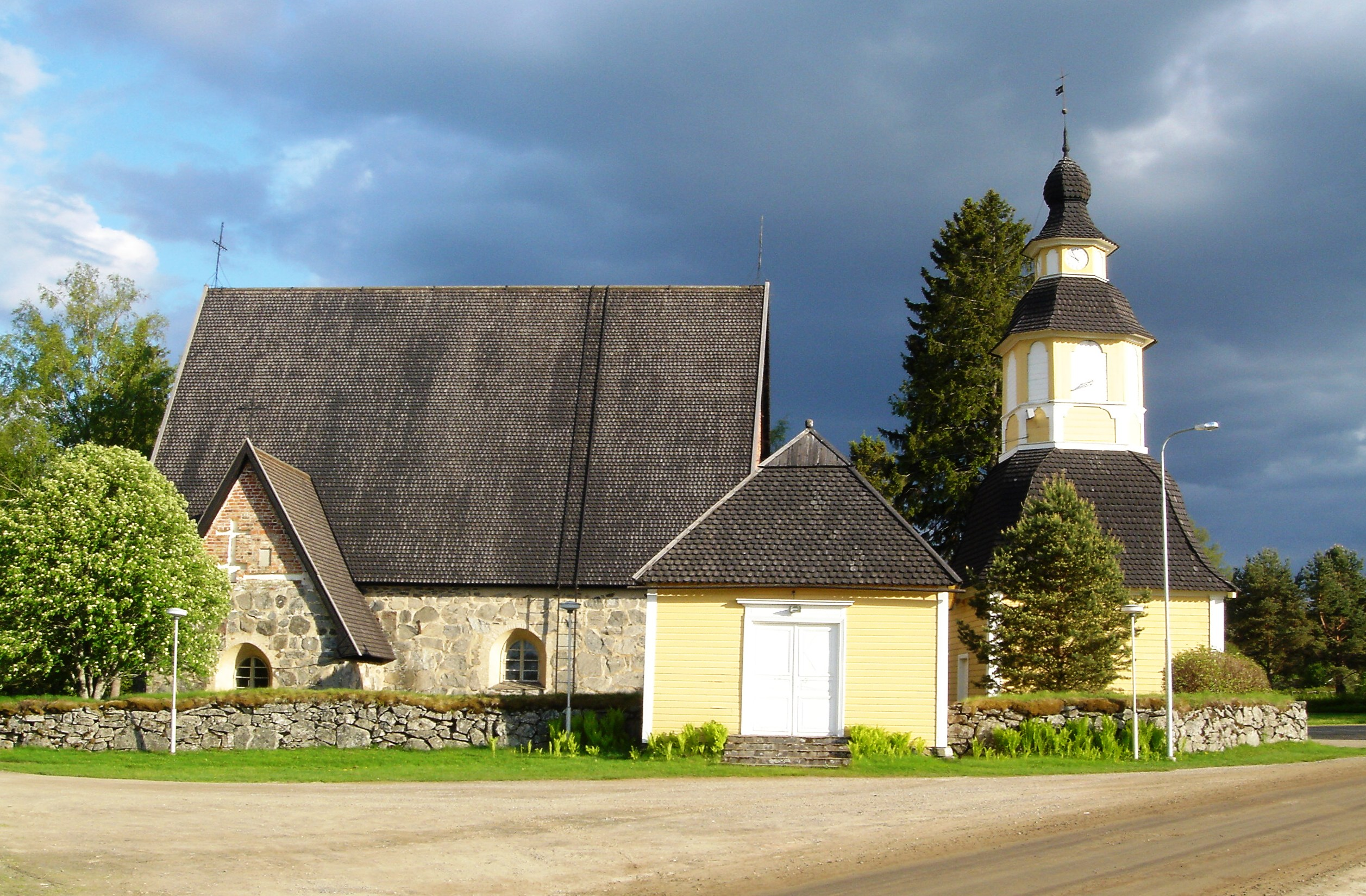
Die mittelalterliche Feldsteinkirche von Tuulos

Die Kirche von Tuulos ist eine der Heiligen Birgitta geweihte mittelalterliche Feldsteinkirche aus dem frühen 16. Jahrhundert. Im Finnischen Bürgerkrieg fand 1918 in Tuulos eine Schlacht zwischen Rotgardisten und deutschen Truppen statt, an die mehrere Denkmäler erinnern.